# Le Journal toulousain
Le Journal toulousain est un média de solutions hebdomadaire régional, édité par la Scop News Medias 3.1 qui, à travers un dossier, développe les actualités et initiatives dans la région toulousaine. Il est le premier hebdomadaire à s'être lancé dans le journalisme de solutions en mars 2017.
Disponible en kiosques tous les jeudis et diffusé à 5 000 exemplaires, le journal s'adresse en priorité à un public de jeunes actifs, de cadres urbains et d'étudiants. Une version télévisée est également présente sur le web. Le Journal toulousain est habilité à publier les annonces légales et judiciaires en Haute-Garonne depuis 2004.

## Historique

### Le JT version Gallego
Le Journal toulousain est créé en novembre 1997 par André Gérôme Gallego (journaliste et homme politique). À l’origine mensuelle, la publication est ensuite devenue bimensuelle quelques années plus tard. En 2004, à la suite de l’habilitation aux annonces légales et judiciaires, Le Journal toulousain parait une fois par semaine. À cette époque, le support de 24 pages traite déjà d’actualités générales et locales. 

### Le JT version Layani
En novembre 2011, Le Journal toulousain est racheté par Marcial Gérald Layani, qui impulse une nouvelle politique éditoriale, basée sur la neutralité politique. Dès lors, le média connait une évolution exponentielle grâce à une nouvelle maquette, au développement du site internet, à la création de la Web-TV, aux applications smartphones et à l’activation des réseaux sociaux. Un an plus tard, le magazine mensuel Accent voit le jour, pour être distribué gratuitement avec le Journal Toulousain. En conséquence, la masse salariale passe de 4 à 20 personnes, entre novembre 2011 et janvier 2014. L’équipe rédactionnelle se réorganise alors en services distincts : politique, économie, culture, santé, sport, société.

### Liquidation et reprise en Scop
Début 2014, l'entreprise éditrice du Journal toulousain, Première Réponse, est placée en liquidation judiciaire après le placement en détention provisoire du PDG, Marcial Gérald dit « Mike » Layani, un homme d'affaires franco-américain. Quatre salariés associés lancent alors le projet de Scop afin de reprendre le titre et les actifs de la société. Ce qu'ils réussissent quelques mois plus tard, devenant salariés associés. En tant que gérant de la Scop News Médias 3.1, nouvelle société éditrice du JT, Rémi Démersseman devient également le directeur de la publication. L’avocat Christophe Lèguevaques est actionnaire.  

### Le JT passe en Journal de solutions
Le 30 mars 2017 est lancée la nouvelle maquette. L'hebdomadaire local change totalement sa ligne éditoriale en devenant un média de solutions. 
Le JT est également présent sur le web.

## Évolution du logo

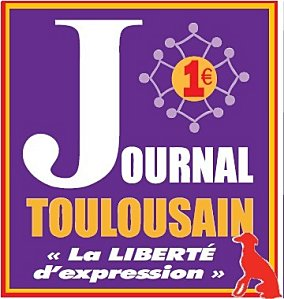
La première version du logo
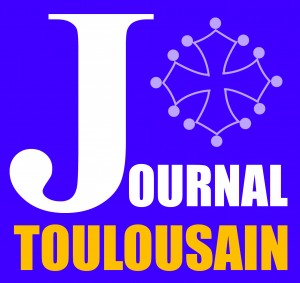
La deuxième version du logo sous Gallego.
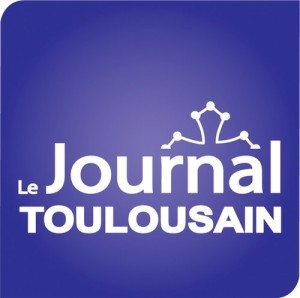
Le Journal toulousain change de propriétaire et de logo au même moment.
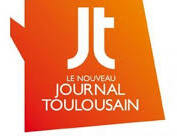
En 2014, Le Journal toulousain passe en Scop et change de logo.
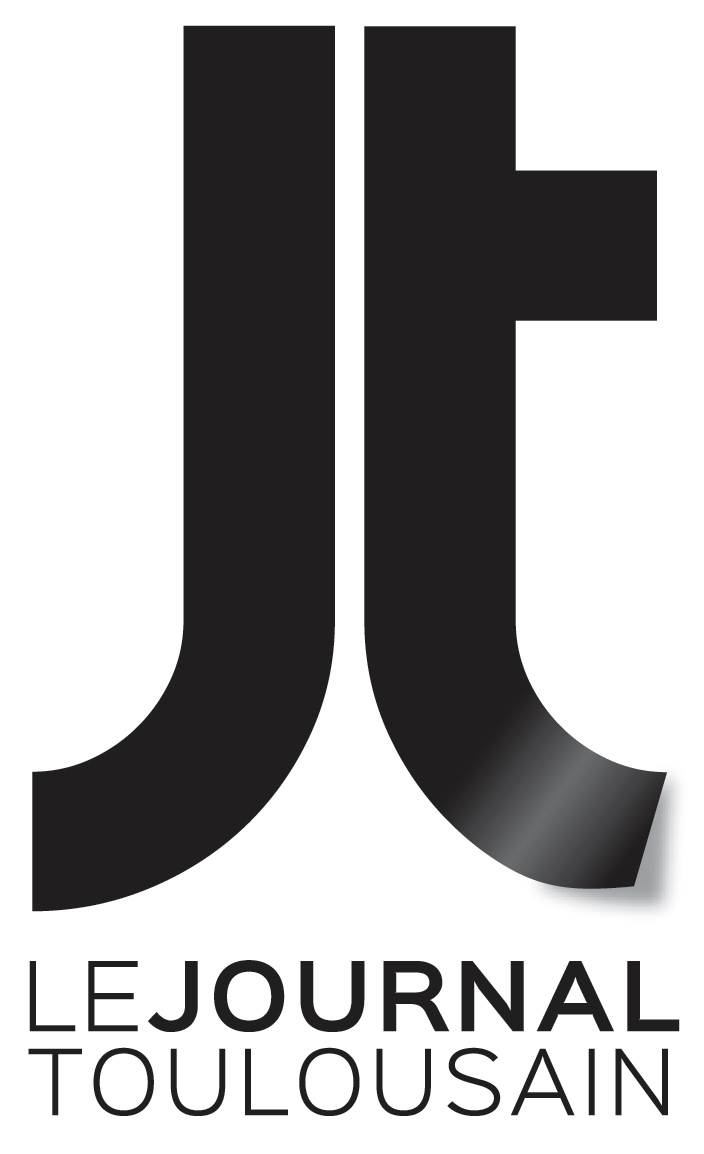
Dernier logo du journal.